# Zaporizke, Starobilsk
Zaporizke (în ucraineană Запорізьке) este un sat în comuna Cimîrivka din raionul Starobilsk, regiunea Luhansk, Ucraina.

## Demografie
Componența lingvistică a localității Zaporizke
     Ucraineană (96,37%)
     Rusă (3,63%)
Conform recensământului din 2001, majoritatea populației localității Zaporizke era vorbitoare de ucraineană (96,37%), existând în minoritate și vorbitori de rusă (3,63%).